# S&W M37
S&W M37は、S&W社が開発した回転式拳銃。
当初はチーフスペシャル・エアウェイト（Chiefs Special Airweight）と称されており、モデル・ナンバー制度が導入されたあとでも、通称として残っている。

## 設計
本銃は、S&W M36をもとに素材としてアルミニウム合金を導入して軽量化を図ったモデルである。1951年に発売された当初は、シリンダーまで含めて完全なアルミ製とされており、重量わずか305グラムという驚異的な軽量化が達成された。しかし、強度面で問題があり、発射のストレスにより亀裂を生じる例が報告されたことから、アルミ製シリンダーは3,777丁で製造中止となった。その後、1954年からはシリンダーのみ炭素鋼製に切り替えて製造が再開された。
最初期生産モデルは5スクリュータイプであったが、M36と歩調を合わせて間もなく4スクリュータイプに変更されるとともに、トリガーガードも大型化された。初期生産品では約6ミリのサービスハンマーと、同じく約6ミリのセレーション入りトリガーが採用されていたが、トリガーは後に8ミリ幅のスムーズなコンバットトリガーに変更された。また、1955年より、サイドプレート上部のスクリューが省略されて3スクリュータイプとなった。
その後の改良も基本的にはM36と歩調を合わせており、1962年以降は撃鉄が一部改正され、1966年以降はシリンダーラッチの厚みを増す改正が施された。また、1988年にはM36-2/3と同様にヨークの保持機構（yoke retention system）を改正したM37-1に、また、1990年にはM36-7/8と同様にサイト幅を見直すとともにバレル長をわずかに短縮したM37-2に移行した。また、1997年にはM36-9と同様、新開発のJマグナム・フレームを採用することで、強装弾である.38スペシャル+P弾の運用に対応したM37-3が開発された。その後、より軽量でありながら.357マグナム弾の使用にも堪えるS&W M360などの登場もあり、2006年には通常の生産ラインから外された。

## 配備
1953年、アメリカ空軍が本銃の4スクリューモデルをベースにした航空機搭乗員（エアクルー）向けのカスタマイズモデルを「エアクルーマン」（あるいは「ベイビー・エアクルーマン」）として採用した。しかし、途中でS&W M10をもとにしたモデルに移行したことから生産は609丁に留まっており、現存品はコレクターの間で高値で取引されている。
2002年には、M37-2をもとにしたカスタマイズモデルを日本の警察が大量発注した。これは、ニューナンブM60の生産終了に伴うもので、底面にはランヤードリングが付加されているが、このカスタマイズは日本のミネベアで行われている。